# San Ignacio (Sinaloa)
San Ignacio, también conocida como San Ignacio de Loyola, es una localidad mexicana situada en el estado de Sinaloa, cabecera del municipio homónimo. 
Se encuentra a una distancia aproximada de 180 km de la capital estatal, Culiacán Rosales,  100 km del puerto de Mazatlán y 385 km de Los Mochis.

## Historia
San Ignacio fue fundada en el año de 1633 por el padre jesuita Diego González de Cueto.
El nombre original de esta región era Piaxtla.
De acuerdo con la tradición oral, existe una famosa leyenda del pequeño poblado denominado Piaxtla, así llamado hasta antes de que los españoles colonizaran la región hoy conocida como la municipalidad de San Ignacio, concretamente la cabecera de este municipio.
Antes de la llegada de los españoles estuvo habitado el municipio por los pueblos indígenas como los piaxtlas, totorames, xixime, hinas, humis, sabaibo y un poco de indígenas tepehuanes en los límites de la sierra con el estado de Durango.
En el año de 1748 en lo que hoy es el municipio de San Ignacio, los misioneros jesuitas establecen, río arriba de la cabecera, la principal misión denominada Santa Apolonia con los pueblos de visitas de San Mateo y Santiago, compuestas por indígenas mexicanos, según se ilustra el prestigiado historiador Héctor Olea, en Opus Los asentamientos humanos de Sinaloa.
Por esas fechas empieza a cobrar auge la minería regional, actividad que llega al clímax en el siglo XIX en la sierra de El Candelero y la situación geográfica del pueblo de San Ignacio, por lo que Piaxtla fue determinante para el buen éxito del desarrollo minero.
Pocos años después de la llegada de los españoles al pueblo de Piaxtla –hoy San Ignacio-, sus moradores fueron sacudidos por la buena noticia de haberse encontrado minerales auríferos en sus cercanas montañas y esta noticia se propagó al exterior, no tardando mucho tiempo en que los escasos habitantes piaxtleños, con asombro y luego con indiferencia, observaran la llegada de muchísimos hombres, deseosos de conquistar fortuna.
Algunos de estos se trajeron consigo a sus mujeres e hijos, remontándose en intermitente éxodo hacia los yacimientos recién descubiertos. Tal vez por esa razón, cuando llegó aquel personaje al pueblito de Piaxtla, no se produjo ninguna extra a sus moradores. Era otro minero más, aquellos debieron pensar así, cuando una mañana, algunas mujeres lavaban a la orilla del río y vieron cruzar por sus caudalosas aguas a un jinete en una mula color canela, trayendo un fardo amarrado al costado derecho del animal.
El forastero, una vez en el pueblo, preguntó a unos niños que jugaban cerca de la orilla del río, acerca de un lugar en donde pudieran alojarlo y darle de comer. Los mismos niños lo guiaron al único mesón del pueblo al que solían llegar y pernoctar los mineros y arrieros que iban de paso rumbo a sus casas. Ya en el mesón, el forastero ordenó pastura y agua para la mula y tras un ligero refrigerio servido por la esposa del mesonero, pidió a la señora que cuidara al animal durante su ausencia, ya que saldría a realizar algunas diligencias, entregándole a la mujer dos relucientes monedas de plata.
Transcurrieron 3 días sin que el huésped regresara al mesón. La mujer del mesonero compadecida de la mula que continuaba amarrada al poste donde su dueño la había dejado, decidió liberarla de la carga y quitándole los arreos la llevó al corral, para que cuando el huésped regresara la encontrara totalmente descansada. Al día siguiente, como aquel no daba aún señales de vida, los dueños del mesón decidieron abrir el fardo.
Finalmente procedieron a deshacer el envoltorio y encontraron un santo de bulto dentro del costal. Ambos se quedaron plasmados al observar que las facciones del santo eran idénticas a las de su huésped. Advirtieron además, que del cuello del santo pendía un hilillo negro del que colgaba una carta. Como los mesoneros no sabían leer, mandaron avisar a la misión jesuita de Santa Apolonia, para que uno de los frailes misioneros les leyera el mensaje.

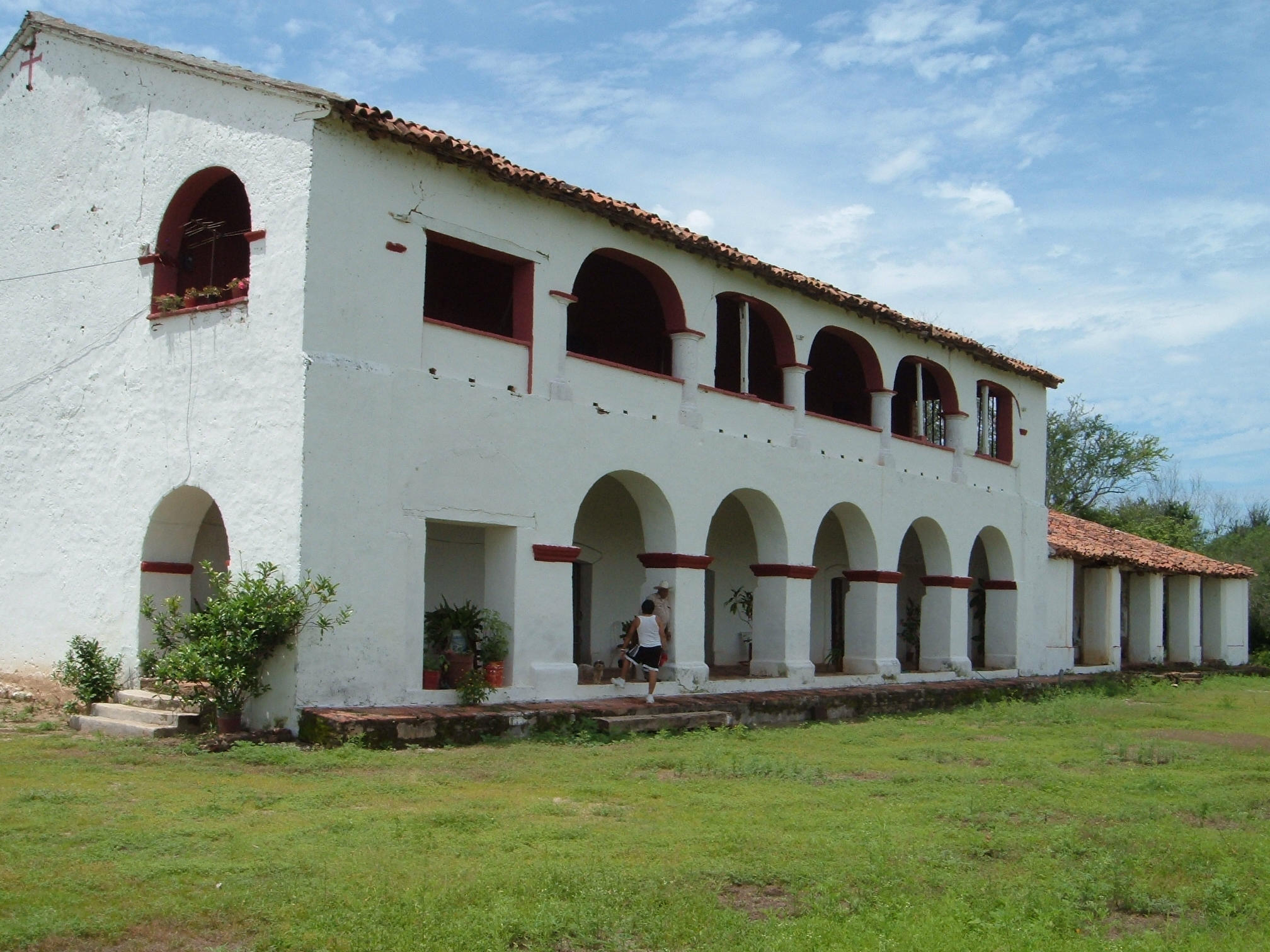
Hacienda en La Labor, San Ignacio.

El fraile que acudió al mesón fue informado de cómo había llegado hasta allí el santo de bulto y luego procedió a leer el mensaje. Asombradísimo leyó: “Por mandato divino y voluntad propia quiero ser ungido como patrono de este pueblo”.
Desde las cinco de la mañana, un agitado 17 de octubre, vecinos del lugar y de las rancherías aledañas, acudieron presurosos al lugar en donde se erigiría la parroquia misional, para presenciar el ungimiento del ilustre Ignacio de Loyola, fundador de la orden jesuita, brazo armado de la contrarreforma religiosa y azote del protestantismo y heréticos judaizantes; y de esa forma, desde entonces, aquella región conocida como Piaxtla, cambió su nombre, orgullosamente por el de San Ignacio de Loyola.
Veinte años después, el 27 de febrero de 1767, por orden del rey Carlos III de España, los jesuitas fueron expulsados del continente americano. Por ello las misiones que estos establecieron en los reinos americanos decayeron.

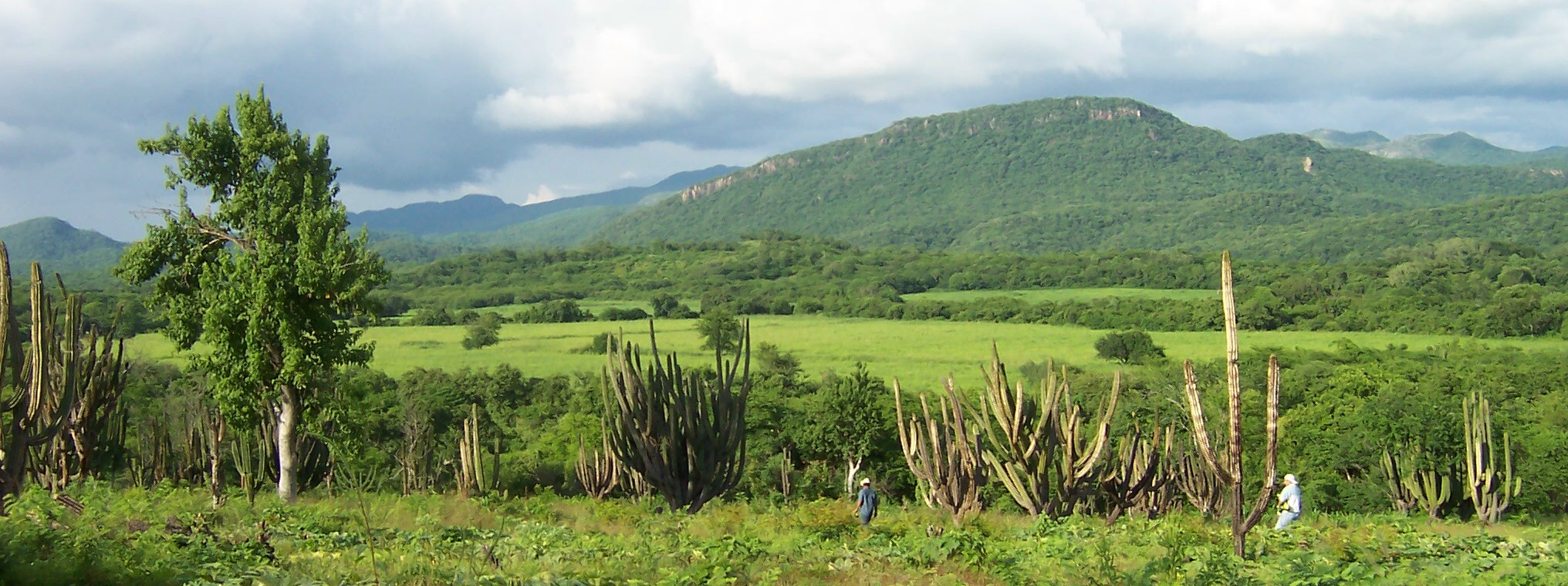
Comunidad de Acatitan, San Ignacio.

## Geografía
San Ignacio se localiza en la zona central del municipio homónimo, en el sur de Sinaloa. Se encuentra a 159 m s. n. m. y cubre un área de 1.67 km².

### Clima
Los tipos de clima en San Ignacio son: el cálido subhúmedo y el semiseco muy cálido. Tiene una temperatura media anual de 24.9 °C y una precipitación media anual de 748.0 mm.
| Parámetros climáticos promedio de San Ignacio | Parámetros climáticos promedio de San Ignacio | Parámetros climáticos promedio de San Ignacio | Parámetros climáticos promedio de San Ignacio | Parámetros climáticos promedio de San Ignacio | Parámetros climáticos promedio de San Ignacio | Parámetros climáticos promedio de San Ignacio | Parámetros climáticos promedio de San Ignacio | Parámetros climáticos promedio de San Ignacio | Parámetros climáticos promedio de San Ignacio | Parámetros climáticos promedio de San Ignacio | Parámetros climáticos promedio de San Ignacio | Parámetros climáticos promedio de San Ignacio | Parámetros climáticos promedio de San Ignacio |
| Mes                                           | Ene.                                          | Feb.                                          | Mar.                                          | Abr.                                          | May.                                          | Jun.                                          | Jul.                                          | Ago.                                          | Sep.                                          | Oct.                                          | Nov.                                          | Dic.                                          | Anual                                         |
| --------------------------------------------- | --------------------------------------------- | --------------------------------------------- | --------------------------------------------- | --------------------------------------------- | --------------------------------------------- | --------------------------------------------- | --------------------------------------------- | --------------------------------------------- | --------------------------------------------- | --------------------------------------------- | --------------------------------------------- | --------------------------------------------- | --------------------------------------------- |
| Temp. máx. abs. (°C)                          | 37.0                                          | 41.0                                          | 41.5                                          | 45.0                                          | 47.5                                          | 48.5                                          | 44.0                                          | 43.0                                          | 43.0                                          | 44.0                                          | 40.0                                          | 38.0                                          | 48.5                                          |
| Temp. máx. media (°C)                         | 26.0                                          | 28.1                                          | 31.1                                          | 34.7                                          | 37.7                                          | 38.6                                          | 35.2                                          | 34.2                                          | 34.2                                          | 33.4                                          | 29.4                                          | 26.2                                          | 32.4                                          |
| Temp. media (°C)                              | 18.2                                          | 19.8                                          | 22.0                                          | 25.3                                          | 28.7                                          | 31.3                                          | 29.5                                          | 28.7                                          | 28.6                                          | 26.6                                          | 21.8                                          | 18.7                                          | 24.9                                          |
| Temp. mín. media (°C)                         | 10.4                                          | 11.4                                          | 12.9                                          | 15.8                                          | 19.7                                          | 24.0                                          | 23.7                                          | 23.3                                          | 23.0                                          | 19.9                                          | 14.1                                          | 11.2                                          | 17.5                                          |
| Temp. mín. abs. (°C)                          | 1.0                                           | 3.0                                           | 1.5                                           | 7.5                                           | 10.5                                          | 14.5                                          | 18.0                                          | 16.0                                          | 13.0                                          | 11.5                                          | 4.5                                           | 1.5                                           | 1.0                                           |
| Precipitación total (mm)                      | 26.1                                          | 22.9                                          | 7.8                                           | 4.8                                           | 6.7                                           | 59.5                                          | 197.9                                         | 201.3                                         | 106.1                                         | 55.2                                          | 24.1                                          | 35.6                                          | 748.0                                         |
| Días de precipitaciones (≥ 1 mm)              | 3.0                                           | 2.3                                           | 0.9                                           | 0.8                                           | 0.6                                           | 4.7                                           | 15.9                                          | 15.3                                          | 10.3                                          | 3.6                                           | 2.6                                           | 3.1                                           | 63.1                                          |
| Fuente: Servicio Meteorológico Nacional.      |                                               |                                               |                                               |                                               |                                               |                                               |                                               |                                               |                                               |                                               |                                               |                                               |                                               |

## Atractivos turísticos y culturales
- La escultura del Cristo de la Mesa.
- Iglesia de San Ignacio de Loyola, de principios de siglo XIX.
- Edificio de la presidencia municipal, que data del año de 1920.
- La plaza central.
- Los monumentos históricos a Benito Juárez y al General Gabriel Leyva Velázquez.
- Aguacaliente, balneario natural.
- La Capilla de la familia Escobosa.
- La casa de 3 pisos.
- El río Piaxtla.